# 環境共生住宅
環境共生住宅（かんきょうきょうせいじゅうたく）は、日本の住宅政策。地球環境および周辺環境に充分な配慮を行った上で、快適な住環境を実現させた住宅および住環境のことである。

## 解説
今日発生している様々な環境問題の中には、地球温暖化や資源の浪費・枯渇などのグローバルな問題もあれば、地域における伝統的な景観や独特の生活文化、生態系の消失の問題、地域コミュニティの退潮や消失の問題、シックハウスなど住宅とそこに住む個人の間で発生する問題など、様々な階層が存在している。環境に関するこうした現代の諸問題を、住宅および住宅を取り巻く環境（住環境）の工夫によって解決しようとするのが、一般的な意味での環境共生住宅である。

### 地球環境に対する配慮
日本国を例に挙げると、1960年代以降に進められた木材輸入の自由化政策により、住宅建設の為に使われる木材に占める外国産木材の割合は1990年代には2割を切ることになった。その結果、日本で消費される大量の安価な木材の供給源となった東南アジアや北アメリカの原生林は乱伐の対象となり、広範な環境破壊が発生した。一方、輸入材に対する価格競争力を持たなくなった日本の森林は殆ど利用されることなく放置され、スギ花粉症などの環境問題が発生することになった。
また高度成長期以降の日本の住宅寿命は、1999年の資料では37年であり、イギリスの141年、フランスの103年、ドイツの57年に較べて著しく短い。更に日本の住宅解体は「ミンチ解体」と呼ばれる、資源の再利用を行わない解体法が主流であるため、大量の建築廃材が産業廃棄物と化してしまう。
こうした諸問題は、国産材の積極的な利用や住宅寿命の長期化、分別リサイクルしやすい工法などを用いることで対応することが可能である。

### 省エネルギー
太陽光発電や高断熱工法、天水の積極利用、敷地内における樹木の計画的配置と効果的な換気により、環境負荷を抑えた形での電気や水の利用が可能となる。

### 周辺環境との調和
エアコンの普及以降、家屋の内部環境は外部環境と切り離してコントロールするという考え方が一般的であったが、環境共生住宅においては、周囲の自然環境と家屋内部の環境を効果的に調和させるという考え方が採られる。

### 室内環境
環境共生住宅は、竪穴建物のように単に環境負荷が低いだけの住宅ではなく、地球環境や周辺環境への配慮と快適な室内環境を両立させるものである。例えば健康な成人だけでなく、乳幼児や障害者、老人にとっても安全で使いやすい設計を採用したり、天然素材の使用によってシックハウス症候群を防いだり、無塗装の天然木を使うことで調湿効果を発揮させたりといった工夫が提案されている。

### コミュニティの創造
環境共生住宅の中にはコーポラティブハウス方式で建設されるものもあるが、こうした環境共生住宅の中には、住民による緊密で良好なコミュニティが形成される事例もある。

## 環境住宅事業
国土交通省（旧建設省所管）の市街地のまちづくり活性事業における環境対策の推進（住宅局住宅建設課所管）では、以下のものがある。
- 環境共生住宅市街地モデル事業 - 目的：地球温暖化防止等環境問題に配慮した環境共生住宅の普及、環境への負荷を低減する等一定用件を満たすモデル性の高い住宅団地の建設及び啓蒙普及を推進
- 環境共生住宅建設推進事業 - 目的：石油、天然ガス等石化燃料の削減、太陽熱等自然エネルギーの活用、水環境や廃棄物のリサイクルを考慮するなど地球環境の負荷を低減する住宅の普及
- 環境低負荷型建築物（エコケアビル）整備事業

### 環境共生住宅市街地モデル事業
環境共生住宅市街地モデル事業地には以下の場所がある。
- 美和野｜静岡県静岡市, 日本勤労者住宅協会, 環境共生住宅市街地モデル事業住宅地
- 細野県住西環境共生住宅市街地モデル事業住宅地｜長野県松川村, 松川村土地開発公社,
- 東久保環境共生住宅市街地モデル事業住宅地｜兵庫県西宮市, 東久保開発事業組合
- 香月西｜福岡県北九州市, 北九州市都市開発事業共同組合, 環境共生住宅市街地モデル事業住宅地
- 祖母井南部環境共生住宅市街地モデル事業住宅地｜栃木県芳賀町, 芳賀町
- 南与野駅西口地区環境共生住宅市街地モデル事業住宅地｜埼玉県与野市, 与野市
- 生地環境共生住宅市街地モデル事業住宅地｜富山県黒部市, 黒部市
- 湖南第2地区環境共生住宅市街地モデル事業住宅地｜石川県金沢市, 金沢市
- 嶋環境共生住宅市街地モデル事業住宅地｜長野県飯田市, 飯田市
- 瀬戸市南東部・愛知県環境共生住宅市街地モデル事業住宅地｜愛知県瀬戸市,
- 北畑環境共生住宅市街地モデル事業住宅地｜滋賀県新旭町, 新旭町,
- 阪南丘陵環境共生住宅市街地モデル事業住宅地｜大阪府阪南市, 大阪府
- 小野長寿の郷（仮称:環境共生住宅市街地モデル事業住宅地)｜兵庫県小野市, 兵庫県
- 東朝日地区環境共生住宅市街地モデル事業住宅地｜島根県松江市, 松江市
- 原古賀地区環境共生住宅市街地モデル事業住宅地｜佐賀県三養基郡中原町, 中原町

## 注
1. ↑  日本における環境共生住宅の具体的な定義文については国土交通省によるものおよび環境共生住宅推進協議会によるものを参照のこと。
2. ↑  嘉田由紀子『環境社会学』岩波書店、2002年、72-73ページ
3. ↑  嘉田前掲書、73ページ
4. ↑  甲斐徹郎『自分のためのエコロジー』筑摩書房、2006年
5. ↑  『まわりの環境と親しむ住まい方』 ハイ・コンタクト
6. ↑  『健康で快適な住まい』 ヘルス&アメニティ
7. ↑  くらしかた・すまいかた「欅ハウス」